# 总主教宫 (佛罗伦萨)
佛罗伦斯的总主教宫（Palazzo arcivescovile）位于意大利佛罗伦斯圣若望广场3号，佛罗伦斯圣若翰洗者洗礼堂旁. 为佛罗伦萨总主教的住所。建于1573-1584年，建筑师乔瓦尼·安东尼奥 Dosio。

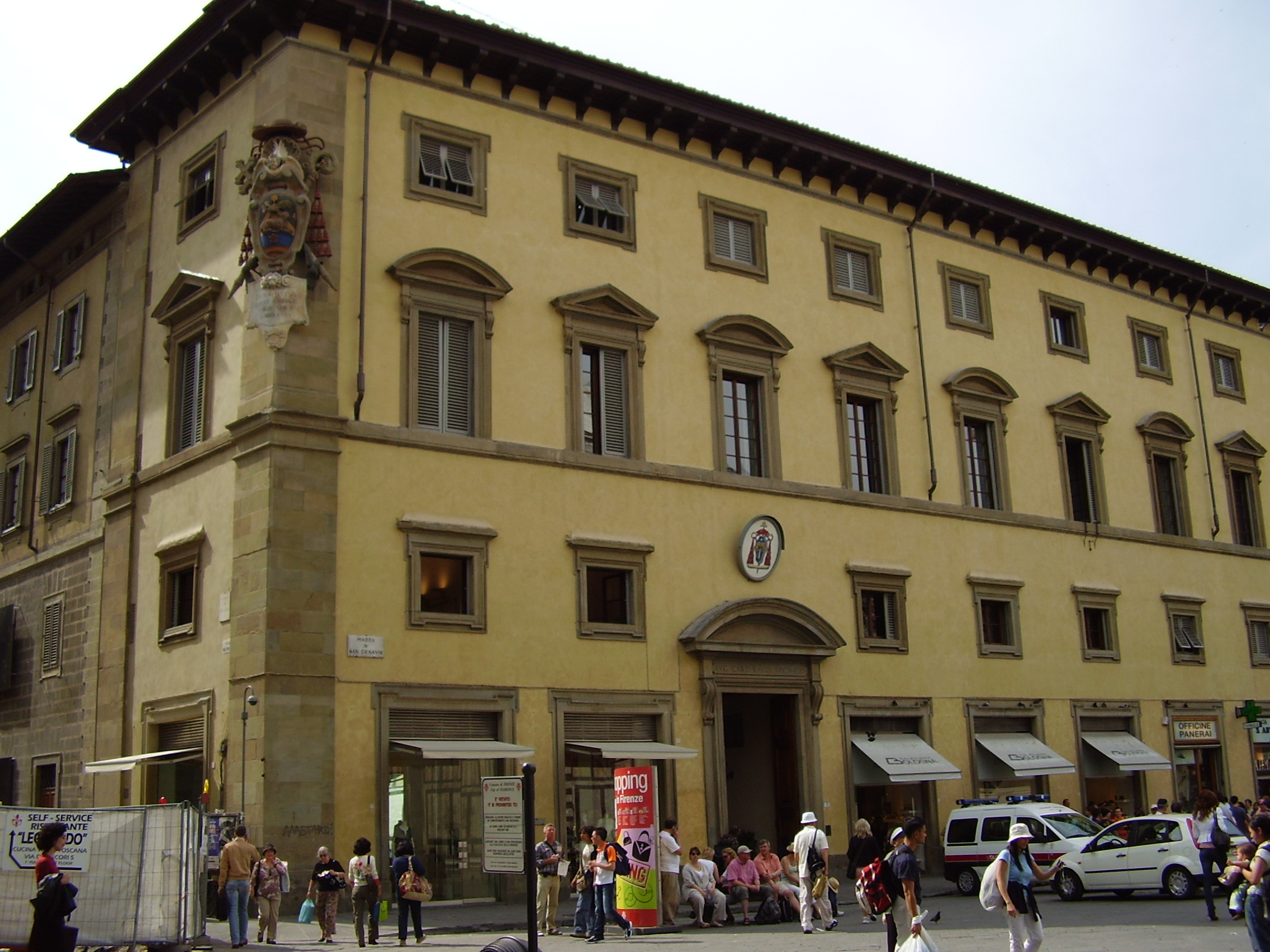
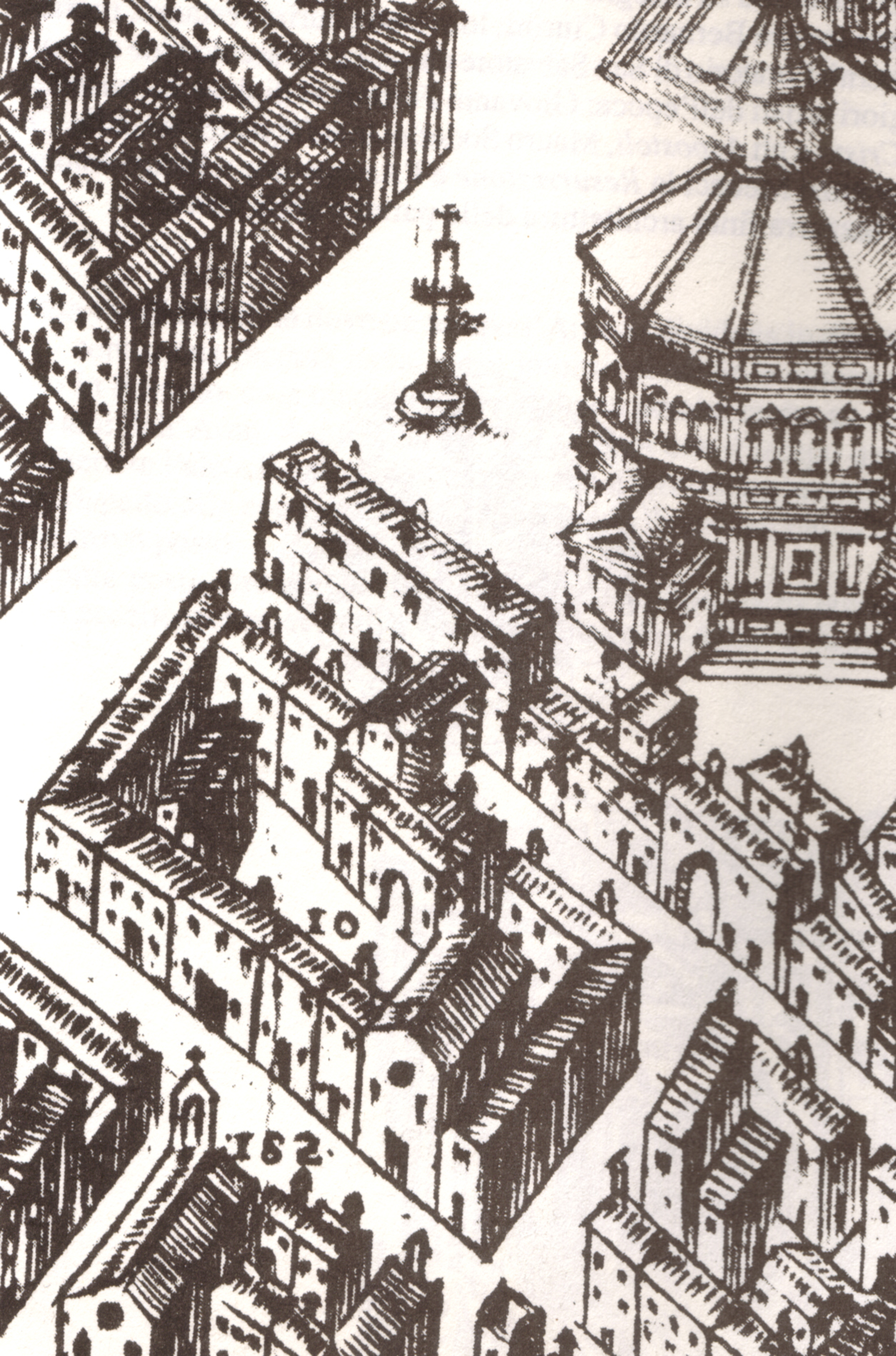
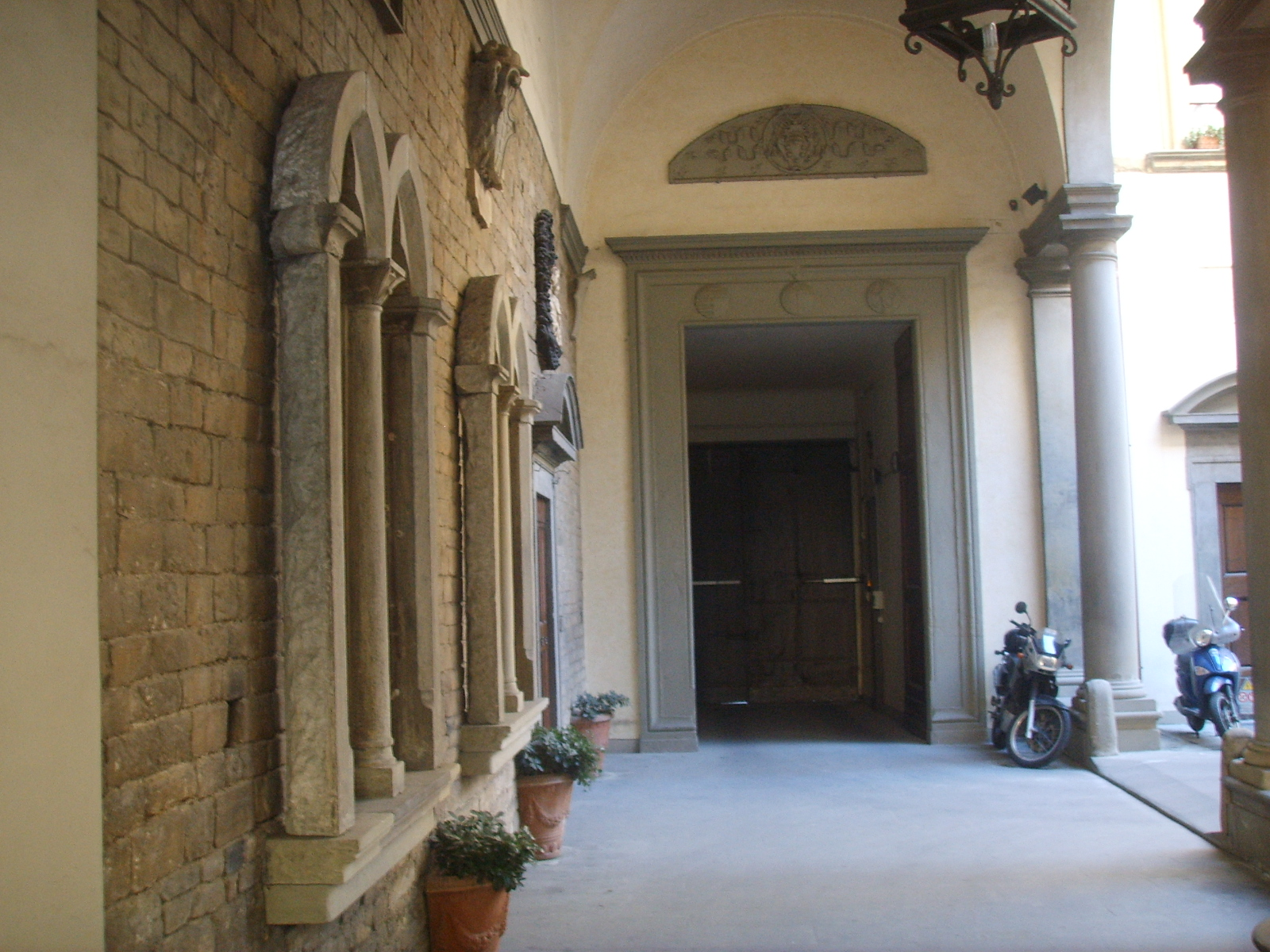
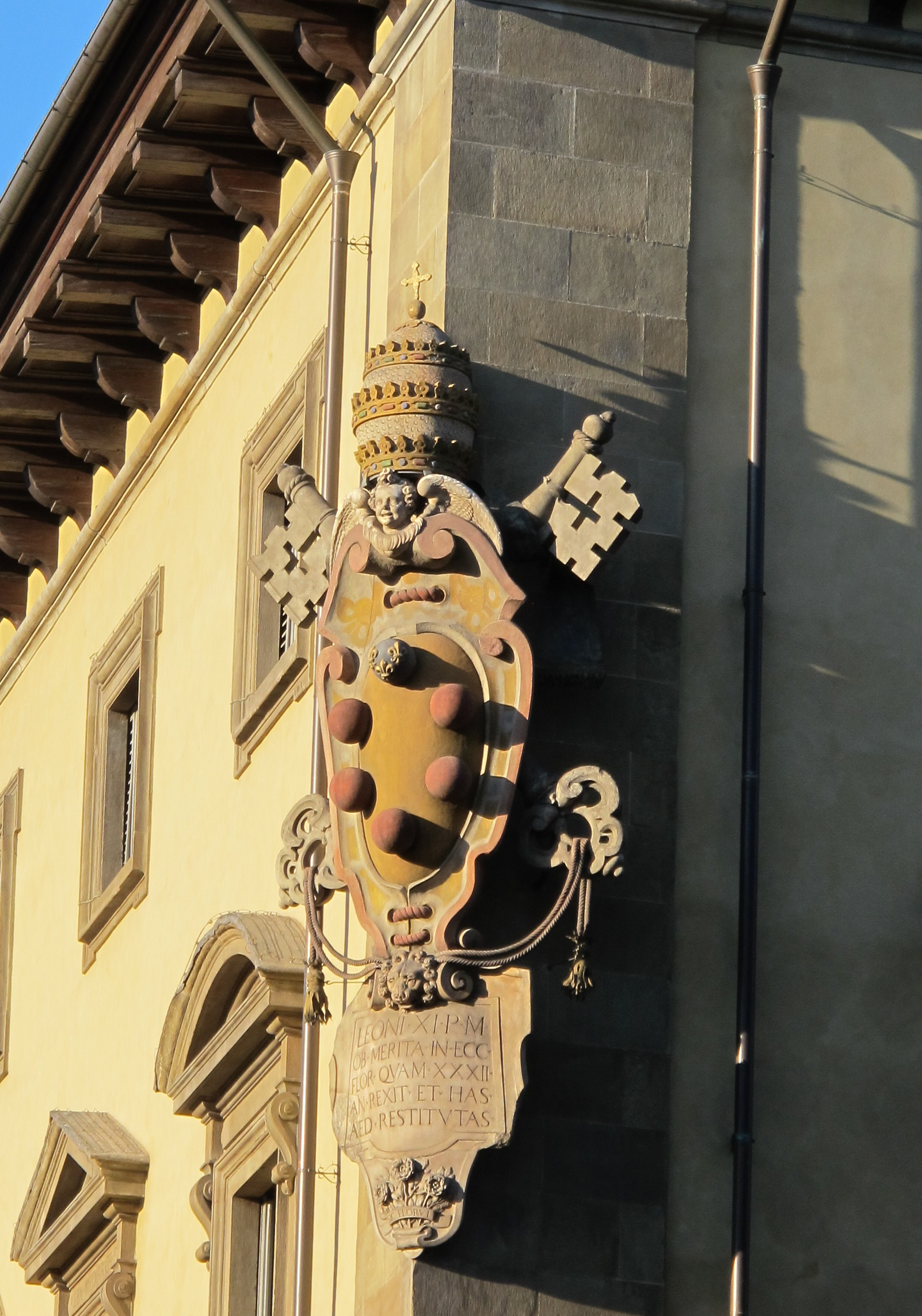
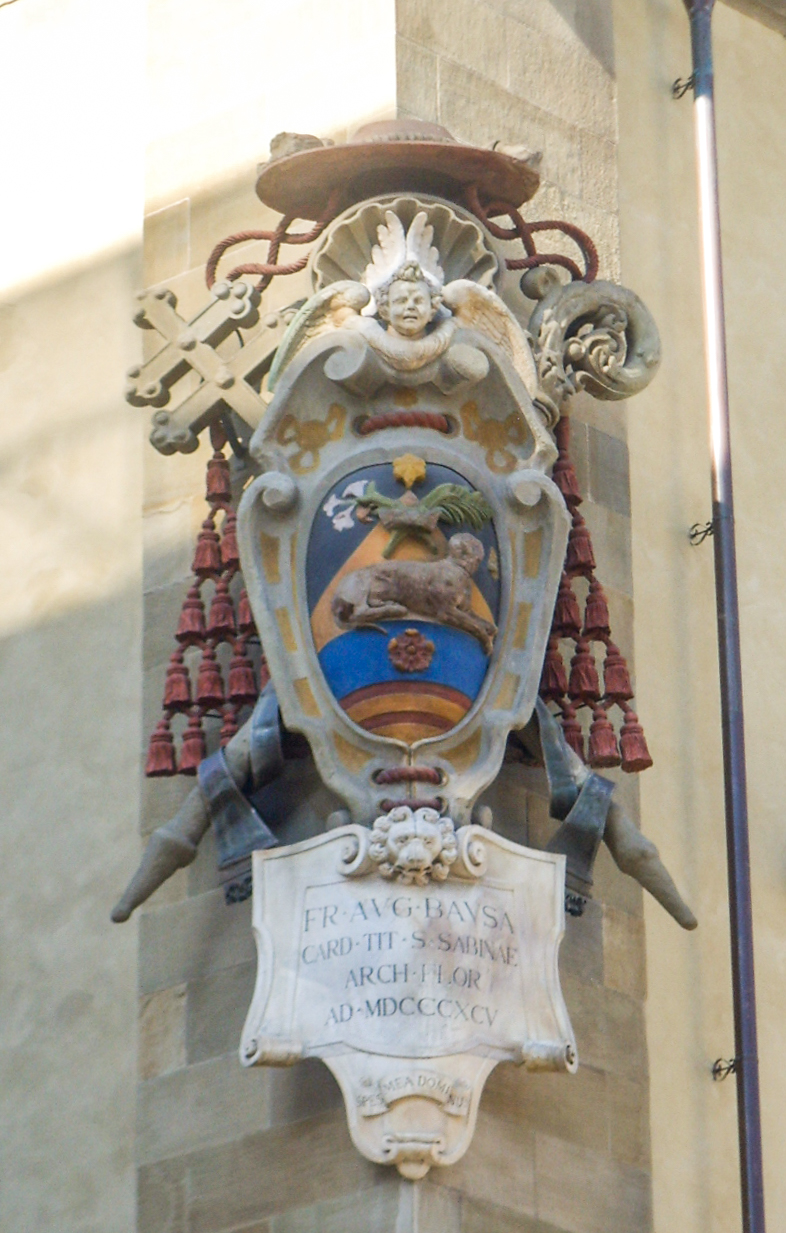